# Хмелёвка (Алтайский край)
Хмелёвка — село в Заринском районе Алтайского края России. Административный центр сельского поселения «Хмелёвский сельсовет».

## География
Село находится на северо-востоке края, в центральной части района, в предгорьях Салаирского кряжа, на берегу реки Хмелёвка.
Абсолютная высота — 202 метра над уровнем моря.
Расстояние до районного центра (города Заринск) — 27 км.
Уличная сеть
В селе 12 улиц и 4 переулка.

## История
Село было основано в 1788 году как деревня Салаирская, а затем переименовано по гидрониму (протекающей поблизости реке Хмелёвке).
В Хмелёвке был похоронен известный участник Гражданской войны Григорий Рогов. В 2007 году состоялось открытие мемориальной доски в его честь.

## Население
| 1997  | 1998  | 1999  | 2000  | 2001  | 2002  | 2003  | 2004  | 2005  |
| ----- | ----- | ----- | ----- | ----- | ----- | ----- | ----- | ----- |
| 1300  | ↘1278 | ↘1275 | ↘1271 | ↘1254 | ↘1245 | ↘1182 | ↗1250 | ↘1190 |
| 2006  | 2007  | 2008  | 2009  | 2010  | 2011  | 2012  | 2013  |       |
| ↗1214 | ↘1163 | ↘1147 | →1147 | ↘1130 | ↗1135 | ↘1115 | ↘1072 |       |

национальный состав
Согласно результатам переписи 2002 года, в национальной структуре населения русские составляли 91 % от 1183 жителей.

## Инфраструктура
В Хмелёвке имеется средняя общеобразовательная школа (МКОУ «Хмелевская СОШ»), детский сад, дом культуры, библиотека, медпункт (больница), пекарня, а также сельскохозяйственное предприятие (СПК «Хмелевский»).

## Транспорт
Относится к числу труднодоступных и отдаленных местностей.
Хмелёвка доступна по дороге общего пользования межмуниципального значения «Авдеевская База — Хмелевка — Клабуковка» (идентификационный номер 01 ОП МЗ 01Н-1306).